# Pere Martínez (cantaor)
Pere Martínez Ventura (San Cugat del Vallés, Barcelona; 29 de noviembre de 1988) es un músico y cantaor de flamenco español, reconocido artísticamente como Pere Martínez.

## Trayectoria artística
Formado como músico en el Taller de Músics de Barcelona, fue graduado en estudios de interpretación vocal en 2018 y es buen conocedor del cante flamenco clásico, aprendiendo con artistas flamencos como Juan Gómez "Chicuelo" o Chiqui de La Línea e influenciado en sus inicios por el cante de Duquende. Ha cantado en muy diversos espectáculos y conciertos de distinto formato, siempre como cantante de música tradicional con base flamenca, dando voz a obras distintas del flamenco clásico y creando sinergias con otras músicas. Martínez ha cantado en el Palau de la Música Catalana de Barcelona en 2013 por el Centenario del poeta Salvador Espriu ("Geografia Espriu") y en 2018 con el espectáculo Flamenkat, en el que se unen el flamenco y la música catalana. También destaca su participación en tres ediciones del Festival Ciutat Flamenco: 2014 (Les Trinxeres de 1714), 2015 (Bodas de Sangre de la mano del compositor Enric Palomar) y en la inauguración de la edición 2018 con su grupo "Los Aurora", presentando su primer disco como banda.
En 2017 el cantaor participó como solista en el concierto Réquiem al cantaor de los poetas, de Enric Palomar, un homenaje a Enrique Morente, estrenado en el Auditori de Barcelona junto con la ONC o posteriormente en 2021 en Tres amores oscuros
En 2016 nacía el grupo "Los Aurora" (homenaje a La Aurora de Nueva York de Federico García Lorca) en el que Pere Martínez tiene la voz cantante, se crea como encargo del Auditori de Barcelona bajo los auspicios de Enric Palomar, en sus inicios la formación navega entre el flamenco y el jazz, Lorca y Manuel de Falla, Dante y Felip Pedrell, lo tradicional y lo contemporáneo. "Los Aurora" son Pere Martínez (cante), Max Villavecchia (piano), Javier Garrabella (bajo eléctrico) y Joan Carles Marí (batería), acompañados por el baile de José Manuel Álvarez o Pol Jiménez. En 2022 publican su segundo disco como grupo bajo el título La balsa de la medusa, un trabajo con unas sonoridades más roqueras, sobre poemas de Machado, Neruda, José Martí, Homero, Kavafis, Dante y un único contemporáneo, el cubano Rogelio Martínez Furé. Con sus versos han elaborado una docena de composiciones, obra sobre todo de Villavecchia y Garrabella, aunque redondeadas en aportación conjunta, en el disco colaboran Niño de Elche, Tarta Relena y Juan Gómez "Chicuelo".
En 2022, Pere Martínez graba su primer disco en solitario que llevará por título Records que va publicando por sencillos digitalmente, haciendo una primera presentación del proyecto en el Mercat de Música Viva de Vic, en el que interpreta piezas del cancionero tradicional catalán, así como de autores de la cançó como Lluís Llach (Vida), Maria del Mar Bonet (Què volen aquesta gent?) o Joan Manuel Serrat (Pare, Menuda) con su sello flamenco. El origen del trabajo es el espectáculo Tants records que estrenó como cantante en la Fira Mediterrània de Manresa en 2015 junto al grupo catalán de danza de raíz "Esbart Dansaire de Sant Cugat".

## Discografía
- 2023. Records, publicado por sencillos digitalmente.

### Con Los Aurora
- 2017. Los Aurora
- 2022. La balsa de la medusa

### Con Libérica
- 2021. El disco Arrels del proyecto Libérica de canción tradicional catalana liderado por Manel Fortià.[12]
- 2025. El disco Alé - Iberian Chants. [13]

### Colaboraciones discográficas
- 2015. En el disco Toma café (Iturralde for clarinets) de "Barcelona Clarinet Players" canta en "Canción del fuego fatuo".
- 2016. En el disco That darkness de la cantante y saxofonista Eva Fernández, canta el bolero El día que me quieras.[14]
- 2018. El disco Égloga – New Flamenco for Clarinets and Voice con BCN Clarinet Players (2018)[15]
- 2018. En el disco Ruegos y demás de la cantautora catalana Raquel Lúa el tema Preciosa y el aire.
- 2018. Coros en tres temas del disco Cant espiritual de Ausiàs March del cantaor valenciano Carles Dénia.[16]
- 2019. New York Tableaux (Discmedi), letra de Valentí Gómez-Oliver de su poemario Retaule de Nova York/Retablo de Nueva York, música de Iván Santa.[17]
- 2020. En el disco Akeré del mismo grupo el tema "Rumbalucha".
- 2020. En el disco en vinilo Anoche de la pianista Marta Cascales Alimbau canta el tema Lágrimas negras.[18]
- 2021. El disco Llum (Cançons, poemes i lluita) con la Cobla Marinada.
- 2022. En el disco Vuelve la luz de "El hijo del flaco" canta el tema Me he levantado.
- 2022. En el sencillo En la orilla del mar el mismo tema del músico chileno Subhira.
- 2023. El tema Dos sound systems a la vez con DJ Rambla.
- 2023. El sencillo Mayrig con Los Aurora y Anna Ferrer.
- 2023. Coros en el disco Toda la vida, un día de Sílvia Pérez Cruz.
- 2025. El tema Durga Jagoma con Evohé.